# RoboCop
RoboCop (w polskich kinach wyświetlany pod tytułem Superglina) – sensacyjny film science fiction produkcji amerykańskiej z 1987 roku w reżyserii Paula Verhoevena, powstały na podstawie scenariusza autorstwa Edwarda Neumeiera i Michaela Minera. Film doczekał się dwóch sequeli, do których scenariusze napisał autor komiksów Frank Miller. Na postaci cyborga-policjanta oparto wiele gier komputerowych, dwa seriale animowane oraz dwa seriale telewizyjne.
Film otrzymał w większości pozytywne recenzje; serwis Rotten Tomatoes przyznał mu wynik 88%. Niektórzy, jak np. Brooks London, zaliczali film do podgatunku science fiction – cyberpunk.

## Opis fabuły
Akcja filmu rozgrywa się w niedalekiej przyszłości w mieście Detroit, opanowanym przez przestępczość i pogrążonym w finansowej ruinie. Bezpieczeństwem miasta i jego rozwojem oficjalnie kieruje korporacja Omni Consumer Products (OCP), mająca pod sobą całą miejscową policję, co w efekcie powoduje wszechobecną korupcję. OCP nie jest zainteresowana odbudową dawnego Detroit, lecz chce w jego miejscu zbudować nowoczesne Delta City. Zanim zaczął się ten ogromny projekt architektoniczno-budowlany, korporacja OCP musiała się uporać z problemem przestępczości w mieście i w tym celu stworzyła program RoboCop, który na celu ma stworzenie supernowoczesnego policjanta – efektywniejszego od człowieka, tańszego w utrzymaniu, odpornego na zagrożenia ze strony wszelakich przestępców.
Bohaterem filmu staje się policjant Alex Murphy, makabrycznie rozstrzelany na służbie, którego w wyniku eksperymentów naukowców OCP realizujących program RoboCop udaje się wskrzesić jako cyborga, policjanta-maszynę. Do mechanicznego opancerzonego ciała przeniesiono elementy organiczne takie jak mózg czy twarz zmarłego policjanta. Początkowo RoboCop działa zgodnie z zaprogramowanymi dyrektywami ustalonymi przez korporacje OCP, która wykasowała całą pamięć z poprzedniego życia by uniknąć skandalu oraz zyskać posłuszeństwo „super-policjanta”. Jednak dzięki nachodzącym go wspomnieniom wkrótce odkrywa swoją dawną tożsamość i stopniowo odzyskuje człowieczeństwo. Jego głównym celem staje się wytropienie swoich oprawców i dokonanie na nich zemsty.

## Obsada
- Peter Weller – Alex Murphy/Robocop
- Nancy Allen – Anne Lewis
- Ronny Cox – Dick Jones
- Dan O’Herlihy – stary mężczyzna
- Kurtwood Smith – Clarence Boddicker
- Miguel Ferrer – Bob Morton
- Robert DoQui(inne języki) – sierżant Reed
- Ray Wise – Leon Nash
- Felton Perry(inne języki) – Johnson
- Paul McCrane – Emil Antonovsky
- Jesse Goins(inne języki) – Joe
- William Shockley – Creep
- Adrienne Sachs – Tawney
- Diane Robin(inne języki) – Chandra
- Joan Pirkle – Barbara
- Jerry Haynes(inne języki) – dr McNamara

## Nagrody
- Oscar 1988
  - Stephen Flick(inne języki), John Pospisil(inne języki) – najlepszy montaż dźwięku (nagroda specjalna)
  - Frank J. Urioste(inne języki) – najlepszy montaż (nominacja)
  - Michael J. Kohut(inne języki), Carlos Delarios(inne języki), Aaron Rochin(inne języki), Robert Wald(inne języki) – najlepszy dźwięk (nominacja)
- Saturn 1988
  - najlepszy film science-fiction
  - Paul Verhoeven – najlepszy reżyser
  - Rob Bottin, Stephan Dupuis(inne języki) – najlepsza charakteryzacja
  - Peter Kuran, Phil Tippett(inne języki), Rob Bottin, Rocco Gioffre – najlepsze efekty specjalne
  - Michael Miner(inne języki), Edward Neumeier(inne języki) – najlepszy scenariusz